# Línea Plata (Metro de Boston)
La línea Plata (en inglés: Silver line) es la única línea de autobús de tránsito rápido del Metro de Boston. La línea consiste en 22 paradas y es operado por la Autoridad de Transporte de la Bahía de Massachusetts o MBTA por sus siglas en inglés. La línea opera en dos secciones; la primera opera desde  Dudley Square en Roxbury al centro de Boston y South Station, principalmente vía la Calle Washington, con buses operando en carriles reservados. La segunda sección opera desde South Station a otros puntos en South Boston hasta el Aeropuerto Internacional Logan en East Boston, parcialmente en un túnel especial para autobuses y también en carriles con derecho de carril. Los pasajeros pueden transferirse entre ambas secciones en South Station; las transferencias entre las líneas SL1 y SL2 y la línea Roja - excepto la línea SL4 que está controlada con tarifas.

## Rutas

### Waterfront: SL1 y SL2

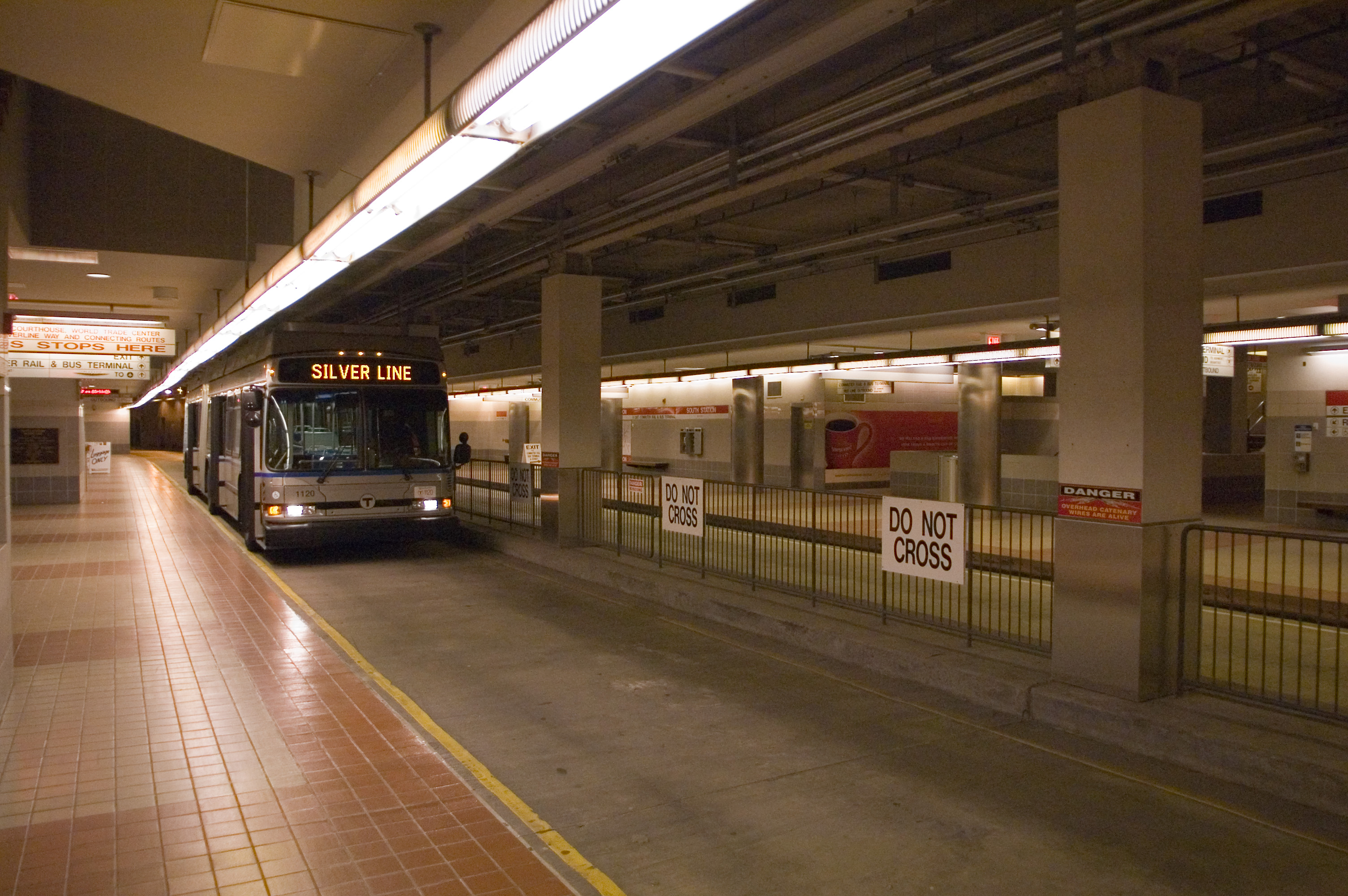
Bus partiendo desde South Station de la línea SL2 Waterfront.

Dos servicios de la línea Plata operan en un túnel especial desde South Station al Boston World Trade Center, y después por otra vía especial por 2 millas y medias a la estación Silver Line Way, después de allí comparte los carriles con el tráfico:
- SL1 Logan Airport-South Station
- SL2 Design Center-South Station

Durante las horas pico, otros autobuses operan en Silver Line Way regresando otra vez al túnel para incrementar el servicio entre South Station y Silver Line Way.